# Nutria
Die (selten: das) Nutria (Myocastor coypus), auch Biberratte oder seltener Sumpfbiber, Schweifbiber, Schweifratte oder Coypu genannt, ist eine aus Südamerika stammende und in Mitteleuropa angesiedelte Nagetierart. Sie wird entweder in einer eigenen Familie, Myocastoridae, oder als Unterfamilie Myocastorinae innerhalb der Stachelratten (Echimyidae) eingeordnet. Nach neueren molekularen Analysen (aufgrund homologer DNA-Sequenzen, mitochondrialer und nuklearer Gene) gehört die Gattung unzweifelhaft zu den Echimyidae. Sie ist der einzige wasserlebende (semiaquatische) Vertreter in einer Gruppe sonst bodenlebender Gattungen.
Die Nutria wird gelegentlich mit der aus Nordamerika stammenden Bisamratte verwechselt, die sich gleichfalls in Europa als Neozoon etabliert hat, allerdings kleiner ist und einen seitlich abgeplatteten Schwanz hat.

## Vorkommen

Vorkommen der Nutria: Ursprüngliches Verbreitungsgebiet: Braun. Heutige Verbreitung in allen farbig markierten Ländern.

Die ursprüngliche Heimat der an Flüssen, Seen, Teichen und in Sümpfen lebenden Nutria ist das subtropische und gemäßigte Südamerika. Dort kommt sie vom südlichen Brasilien bis nach Feuerland vor und stand im 19. Jahrhundert kurz vor der Ausrottung. Grundsätzlich leben die Tiere sehr standorttreu und verteidigen engagiert ihr Revier.
Nutrias gelten heute als in weiten Teilen Nordamerikas und Eurasiens eingebürgert. Der Bestand in Eurasien ist auf aus Pelztierfarmen entflohene Tiere wie auch auf bewusste Auswilderungen zurückzuführen. Die Haltung in Europa begann ca. 1890 in Frankreich, erste Farmen in Deutschland bestanden ab 1926. Seit ca. 1930 wird bereits mit Populationen in Deutschland gerechnet, die auf verwilderte Tiere zurückgehen. Der Hauptabnehmer für Nutriafelle war nach dem Zweiten Weltkrieg die Bundesrepublik Deutschland. Gegen Ende des 20. Jahrhunderts wandte sich das Modeinteresse auch in Deutschland vom Nutriapelz ab, gleichzeitig ging der deutsche Pelzabsatz ganz erheblich zurück. Entkommene Tiere konnten sich stark vermehren.
Über Pelztierfarmen in Louisiana kamen in den 1930er Jahren die ersten Tiere in die Vereinigten Staaten. Von dort aus haben Gefangenschaftsflüchtlinge aufgrund des für Nutrias günstigen lokalen Klimas und ihrer hohen Vermehrungsrate sehr schnell eine nach Millionen zählende Population begründet. Auch gezielte Auswilderungen kamen vor. Vereinzelte Vorkommen gibt es in Kenia (Naivashasee), Japan (unter anderem in Okayama) und Westaustralien.
In Deutschland ist die Nutria an etlichen Gewässern in allen Bundesländern zu finden. Größere Populationen gab es unter anderem an den Flüssen Niers, Nidda, Schwalm und Cloer am Niederrhein sowie an Spree und Saale im Osten Deutschlands, insbesondere im Spreewald. Die massiv intensivierte Jagd hat aber sowohl am Niederrhein als auch insbesondere im Spreewald zu einem Einbruch der Population geführt. In Brandenburg wurde zum Beispiel auch die Jagd auf säugende Muttertiere erlaubt und die Schonzeit aufgehoben. Meistens sind die Tiere, insbesondere in Parkanlagen oder auf Golfplätzen, an den Besuch von Spaziergängern gewöhnt und lassen sich ohne viel Scheu mit Gemüse füttern. Eine rasante Verbreitung findet in Deutschland allerdings nicht statt, da Mitteleuropa den verwilderten Farmtieren kein optimales Klima bietet. Manche Populationen brechen daher nach wenigen Jahren wieder zusammen.

Aufgrund milder Winter und der Fütterung der Tiere hat sich die Population in Deutschland nach einer Untersuchung aus dem Jahr 2022 zwischen 2015 und 2021 mehr als verdoppelt.
In Österreich beschränkte sich der Bestand zunächst auf vereinzelte, in der Regel kurzlebige Populationen, die harte Winter regelmäßig nicht überdauerten. Inzwischen hat sich die Art in mindestens drei Bundesländern (Burgenland, Niederösterreich, Steiermark) dauerhaft etabliert; es gibt allerdings kein systematisches Monitoring. Eine Unterschätzung der tatsächlichen Verbreitung ist deswegen sehr wahrscheinlich.
Auch in Tschechien siedelt die Nutria inzwischen, so zum Beispiel am Zusammenfluss von Elbe und Adler oder an den Flüssen Mies und Beraun.

## Erscheinungsbild
Die Nutria erreicht eine Körperlänge von bis zu 65 cm und wiegt erwachsen 8–10 kg. Ihr runder, schuppenbedeckter, kaum behaarter Schwanz hat eine Länge von etwa 30–45 cm. Die Tiere sind somit kleiner als adulte Biber (maximale Kopf-Rumpf-Länge rund 100 cm, Kellenlänge ca. 35 cm, Gewicht 25–30 kg). Männliche Nutrias werden generell etwas größer als die Weibchen. An den Hinterfüßen haben sie jeweils zwischen den ersten vier Zehen Schwimmhäute, der fünfte Zeh ist freiliegend. Wie bei Bisamratten ist bei erwachsenen Tieren die orange Färbung der Nagezähne auffällig, die durch Eiseneinlagerung hervorgerufen wird.

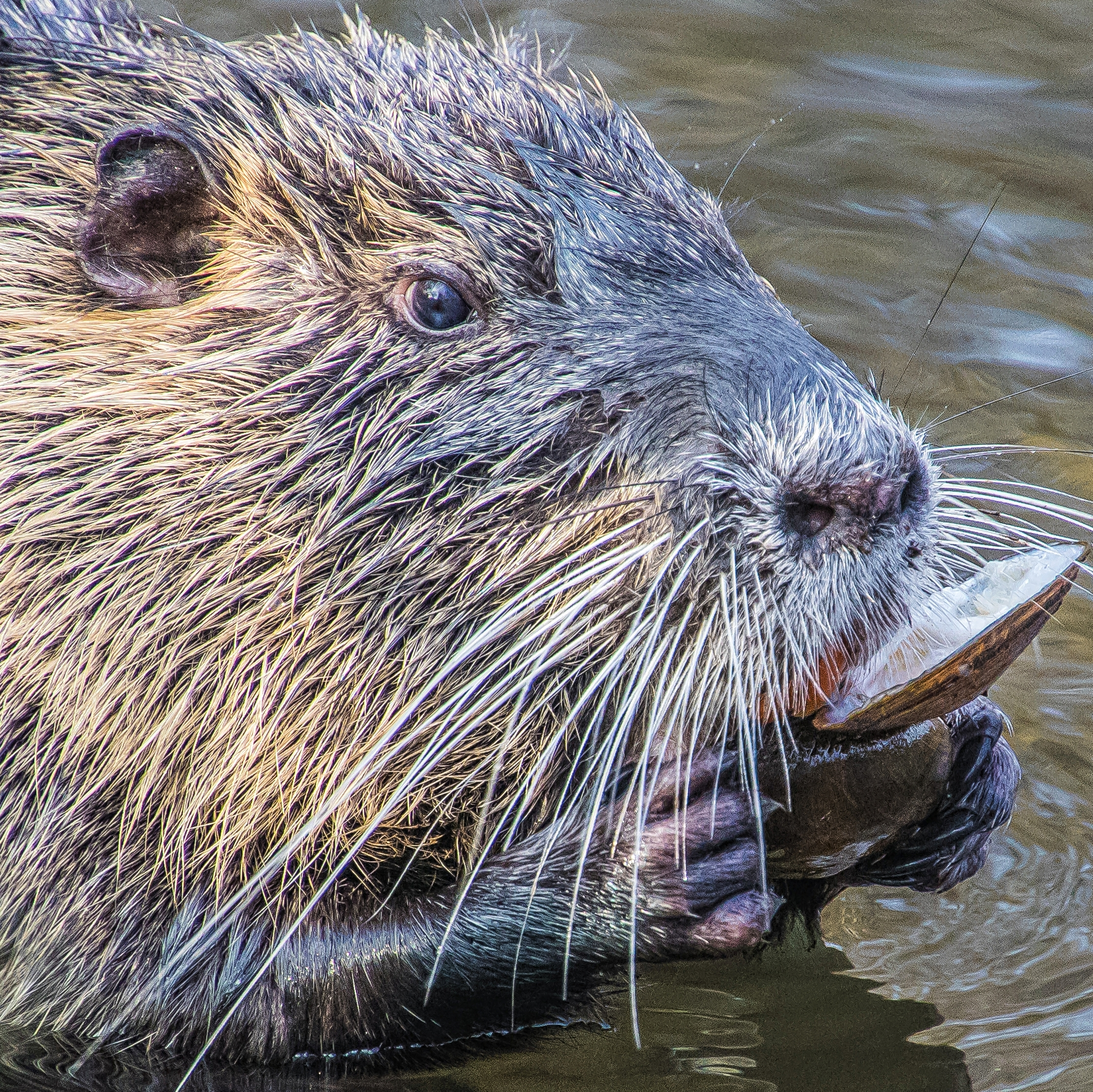
Muschel fressend
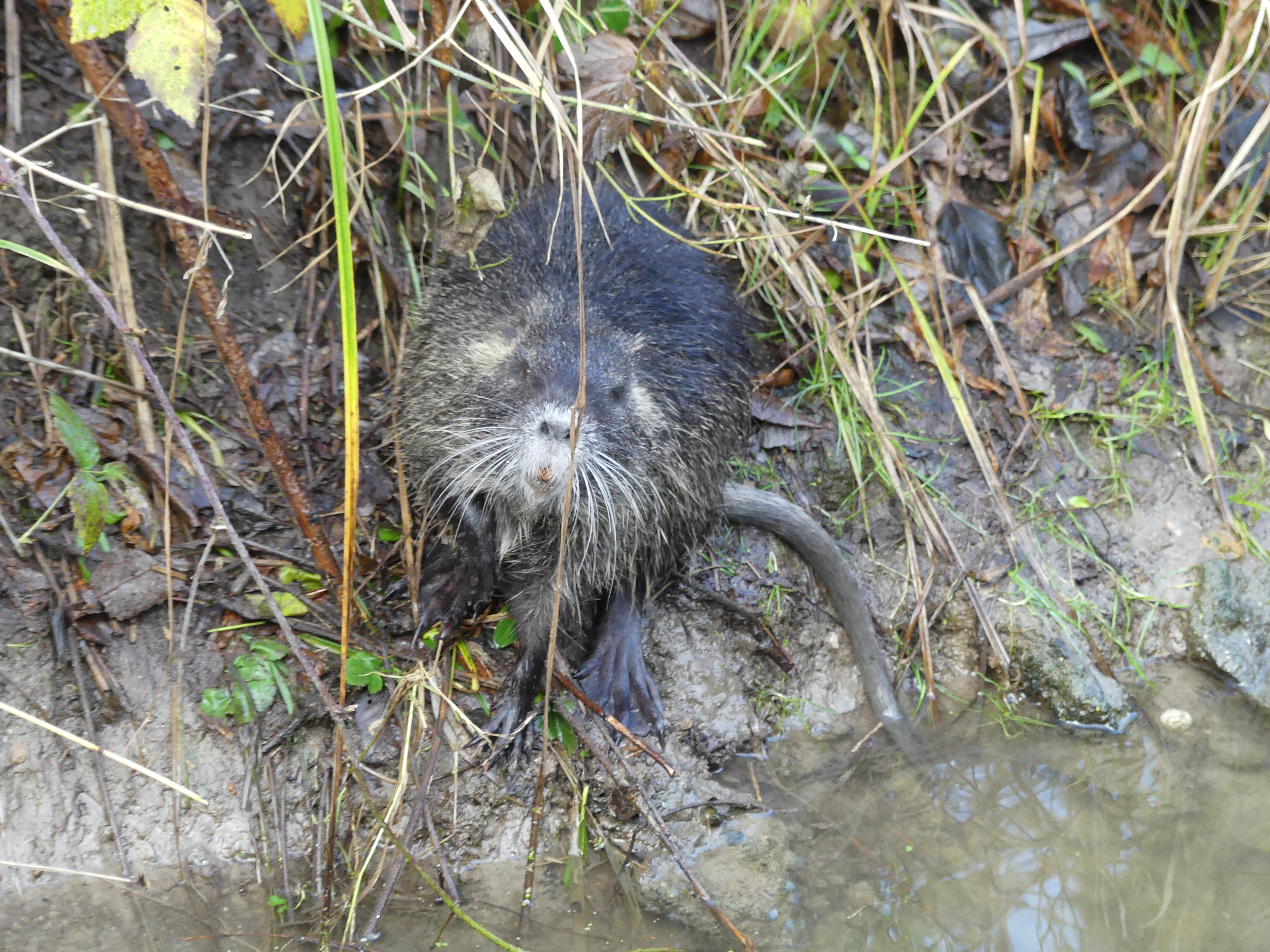
Schwimmhäute
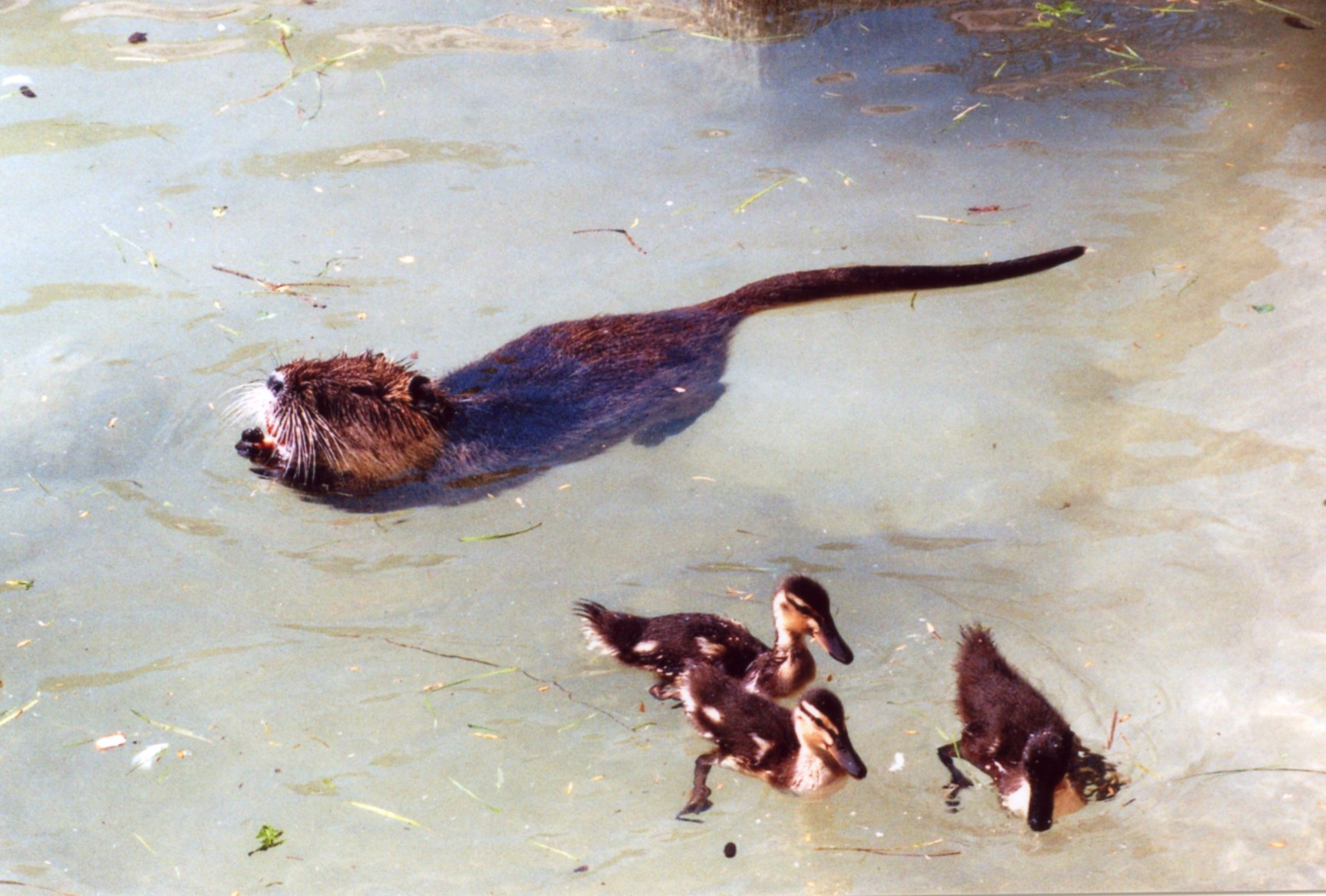
Schwimmend
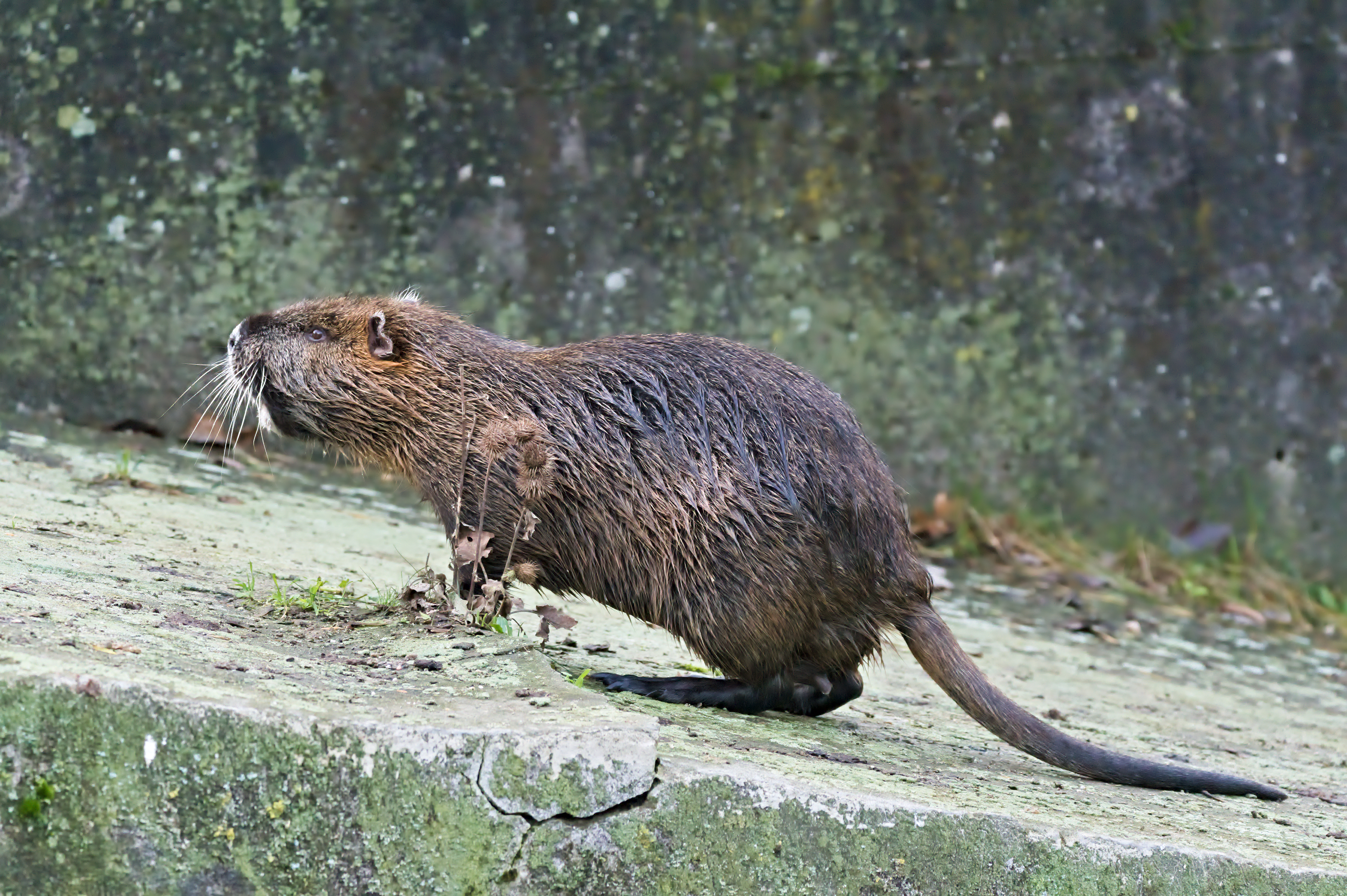
Laufend

### Fell
Die Fellfarbe ist rötlichbraun, an der Bauchseite leicht gräulich. Aus Pelztierzuchten entflohene Tiere zeigen daneben eine Reihe farblicher Varianten. Bei ihnen kommen hellgraue, dunkelgraue, schwarze, braune, rötliche, gelbliche oder fast weiße Fellfarben vor.

### Zähne
Die Zahnformel weicht von der der meisten Nagetiere dadurch ab, dass sie neben den Molaren noch jeweils einen Prämolar ausweist. Dies ist ein charakteristisches Merkmal der Meerschweinchenartigen (Cavioidea), für die folgende Formel gilt:
| I1 | · | - | · | P1 | · | M1⋅M2⋅M3 |
| I1 | · | - | · | P1 | · | M1⋅M2⋅M3 |

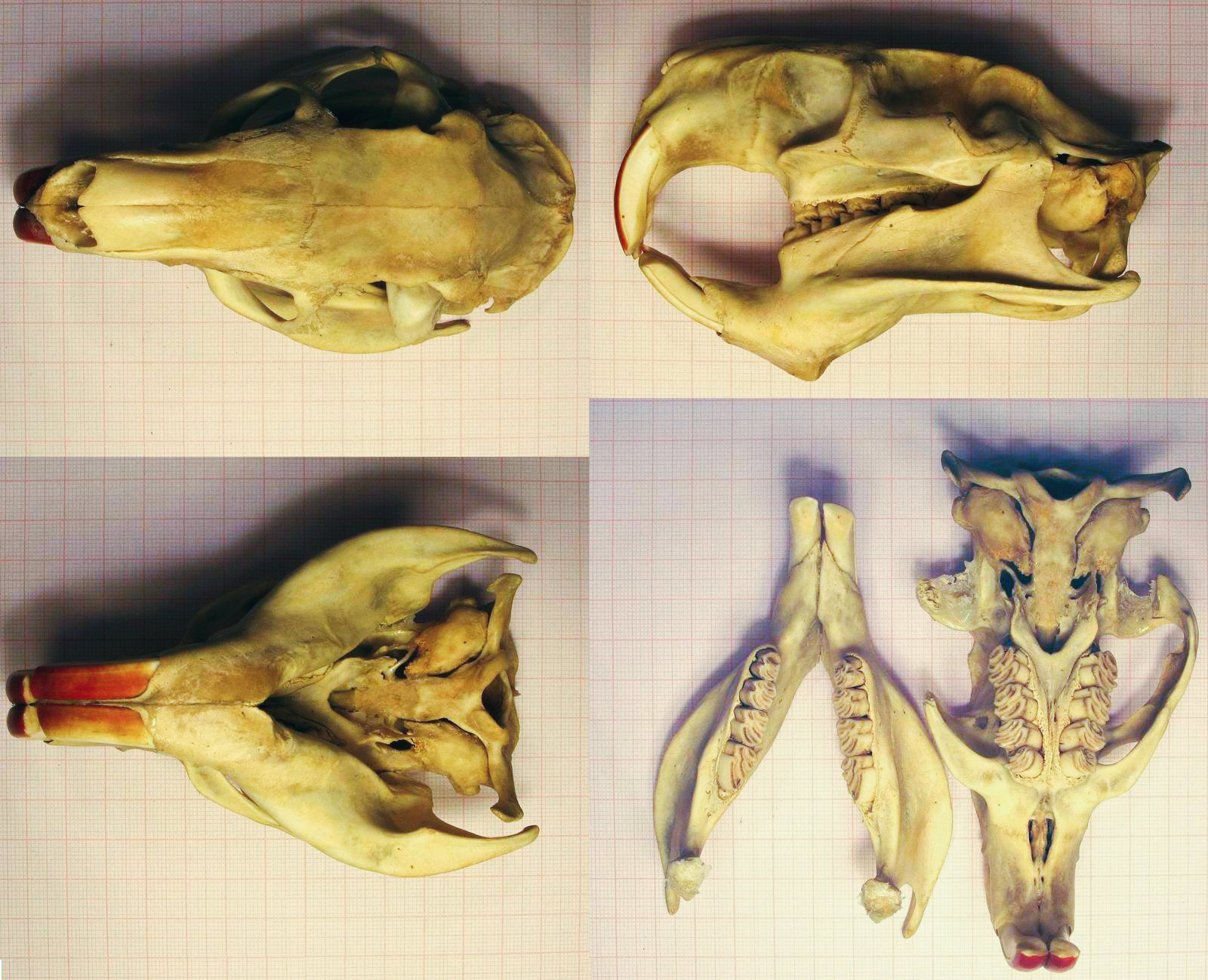
Schädel, Nagezähne
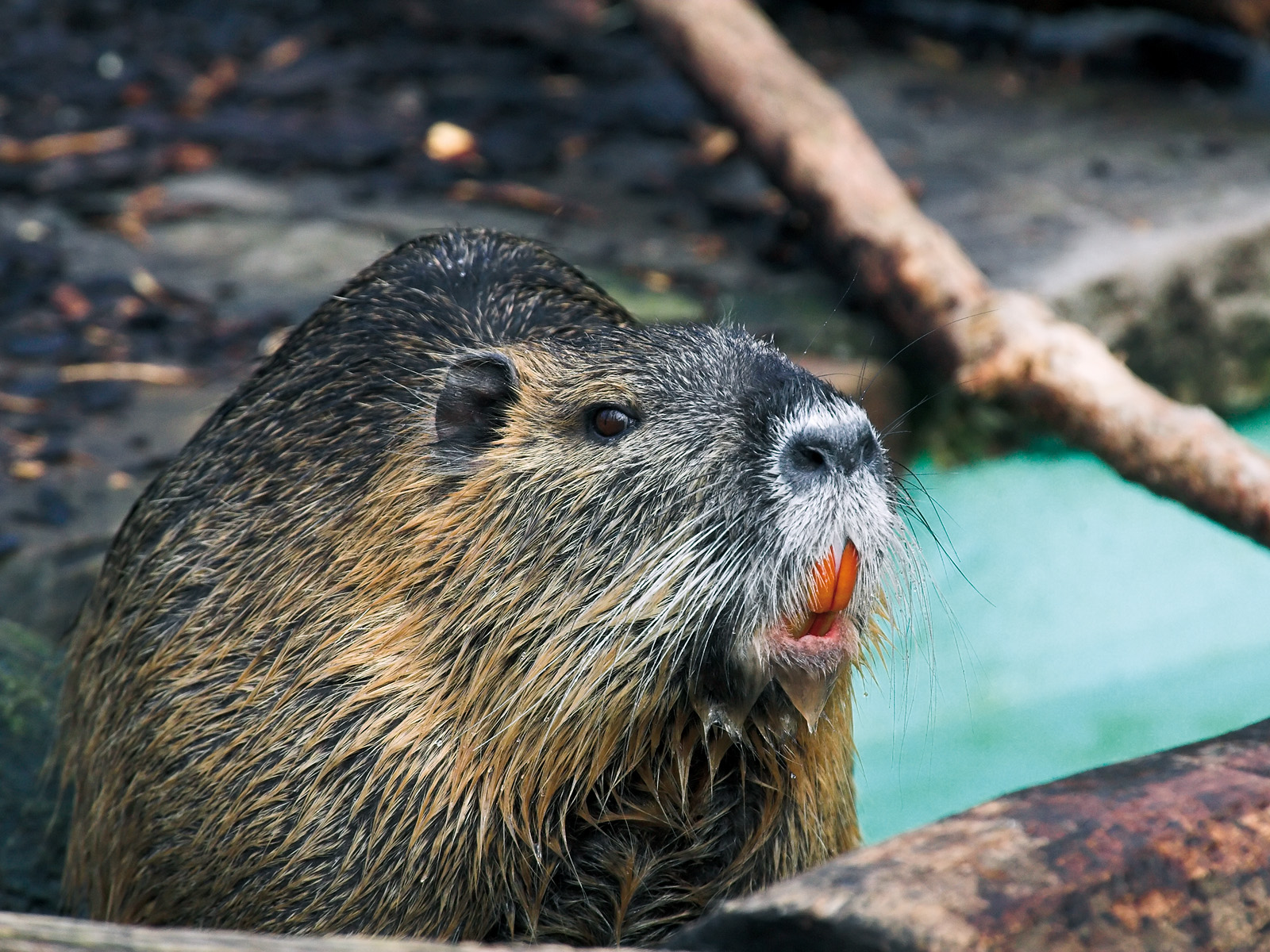
Orangefarbene Nagezähne

## Lebensweise

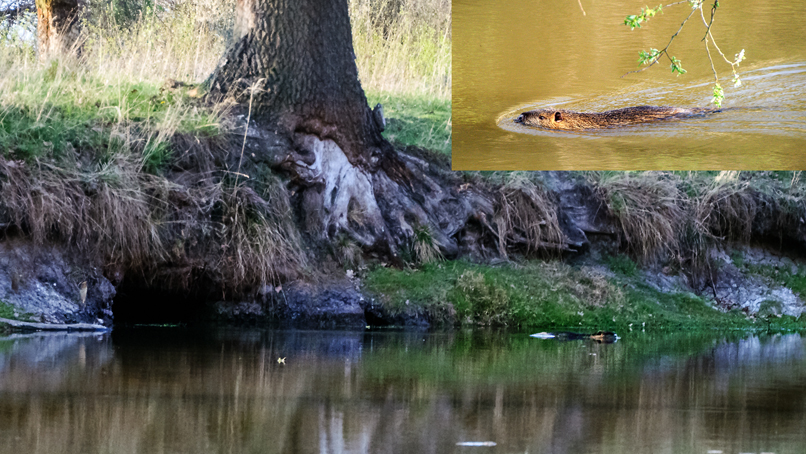
Erdbau oberhalb der Wasserlinie

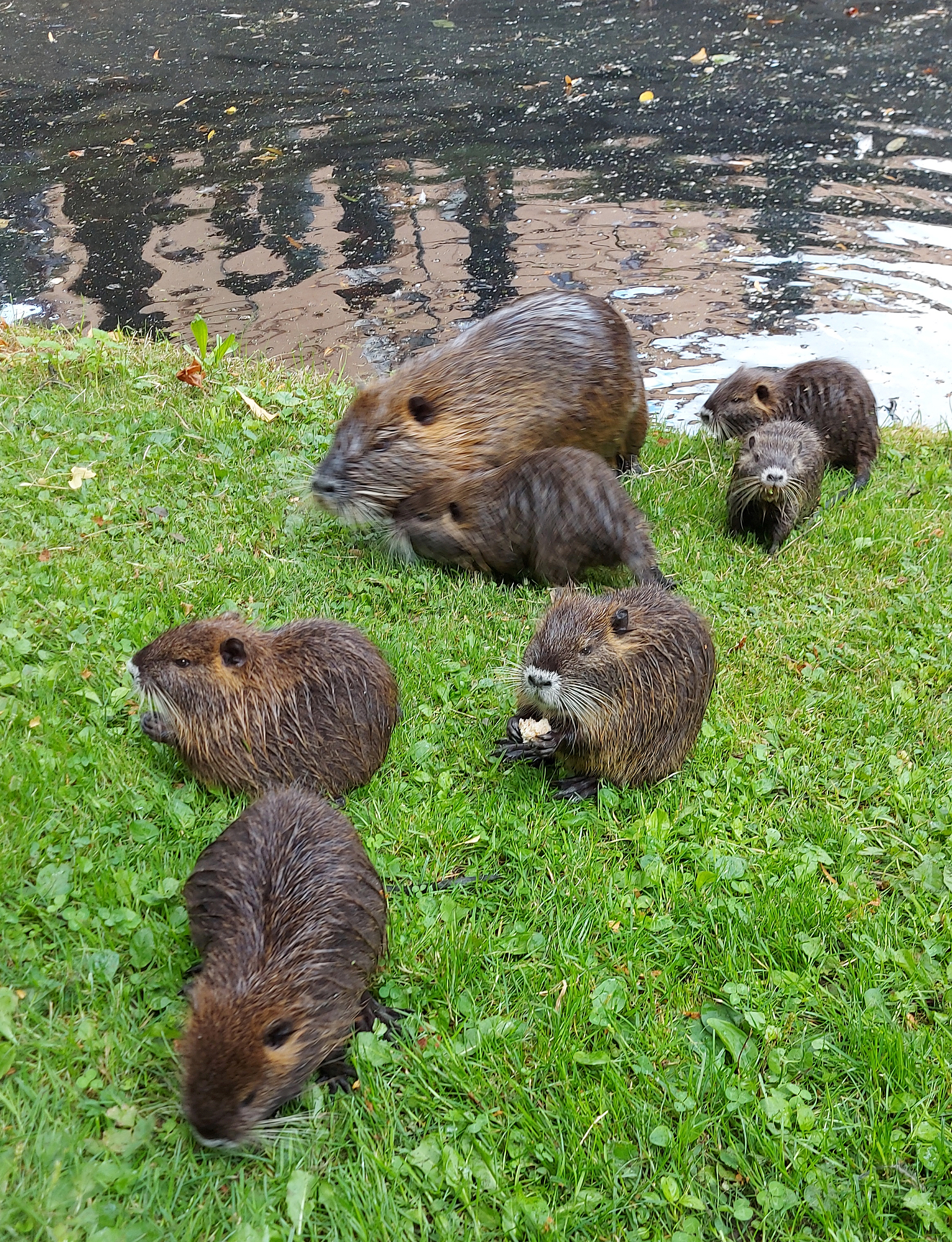
Mutter mit Jungtieren

Nutrias sind sowohl tag- als auch nachtaktiv, insbesondere dämmerungsaktiv. Sie sind fast reine Vegetarier und ernähren sich vorwiegend von Blättern, Stängeln, Wurzeln von Wasserpflanzen und Hackfrüchten. Seltener werden auch Schnecken, Würmer und Süßwassermuscheln gefressen. Die Tiere leben entweder paarweise oder in Gemeinschaften von etwa 12 bis 15 Tieren. Diese umfassen dann in der Regel die Eltern und eigene Nachkommen. In ihrer Heimat sind sie zumeist sogar koloniebildend (= größere Gruppen). Sie leben monogam und können sich zu jeder Jahreszeit fortpflanzen. Nach einer Tragzeit von 19 Wochen bringt das Weibchen 6 bis 8 recht weit entwickelte, sehende und voll behaarte Junge zur Welt, die nach 5 Monaten geschlechtsreif sind. Zwei bis drei Würfe pro Jahr sind möglich. Als Baue dienen selbstgegrabene Erdbaue im Uferbereich oder „Nester“ aus langblättrigen Pflanzen (Schilf) und dünneren Stöcken, deren Eingänge im Gegensatz zum Bisam und zum Biber oberhalb der Wasserlinie liegen (Unterscheidungsmerkmal). Nutrias können über zehn Jahre alt werden. Sie halten keinen Winterschlaf.

## Nutzung

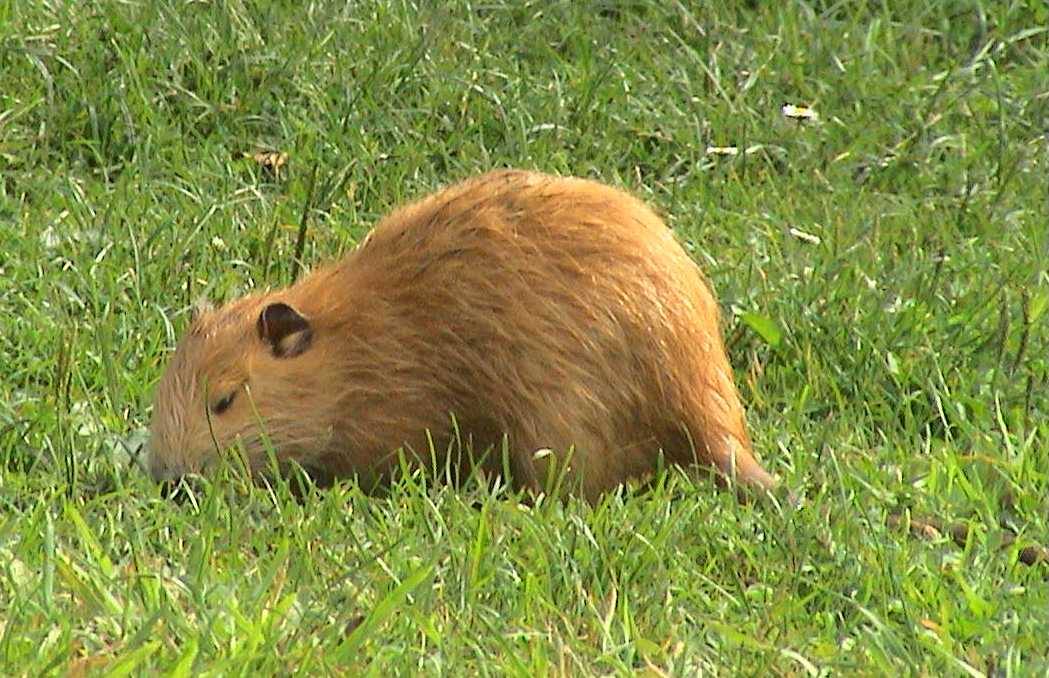
Farbvariante „Gold“, eine durch Zucht entstandene Mutation

Die Nutria ist ein Pelzlieferant. Die Felle sind vor allem wegen ihrer dichten und äußerst feinen Unterwolle geschätzt. Zum Entfernen des eher unattraktiven Oberhaars werden sie meist gerupft oder geschoren. Für die Fellnutzung siehe den Hauptartikel Nutriafell.
Nutrias wurden vermutlich bereits zu Beginn des 18. Jahrhunderts bewusst in Deutschland eingeführt und zwecks Nutzung ausgewildert. Anfang des 19. Jahrhunderts waren die freilebenden Bestände wegen der damals sehr hohen erzielten Preise für Nutriapelze (Robbenfellersatz) durch intensive Bejagung weitgehend ausgerottet, mit Zunahme der Zucht und dem späteren Abflauen der Nachfrage nach der samtigen Optik in der Pelzmode trat eine Bestandserholung ein.

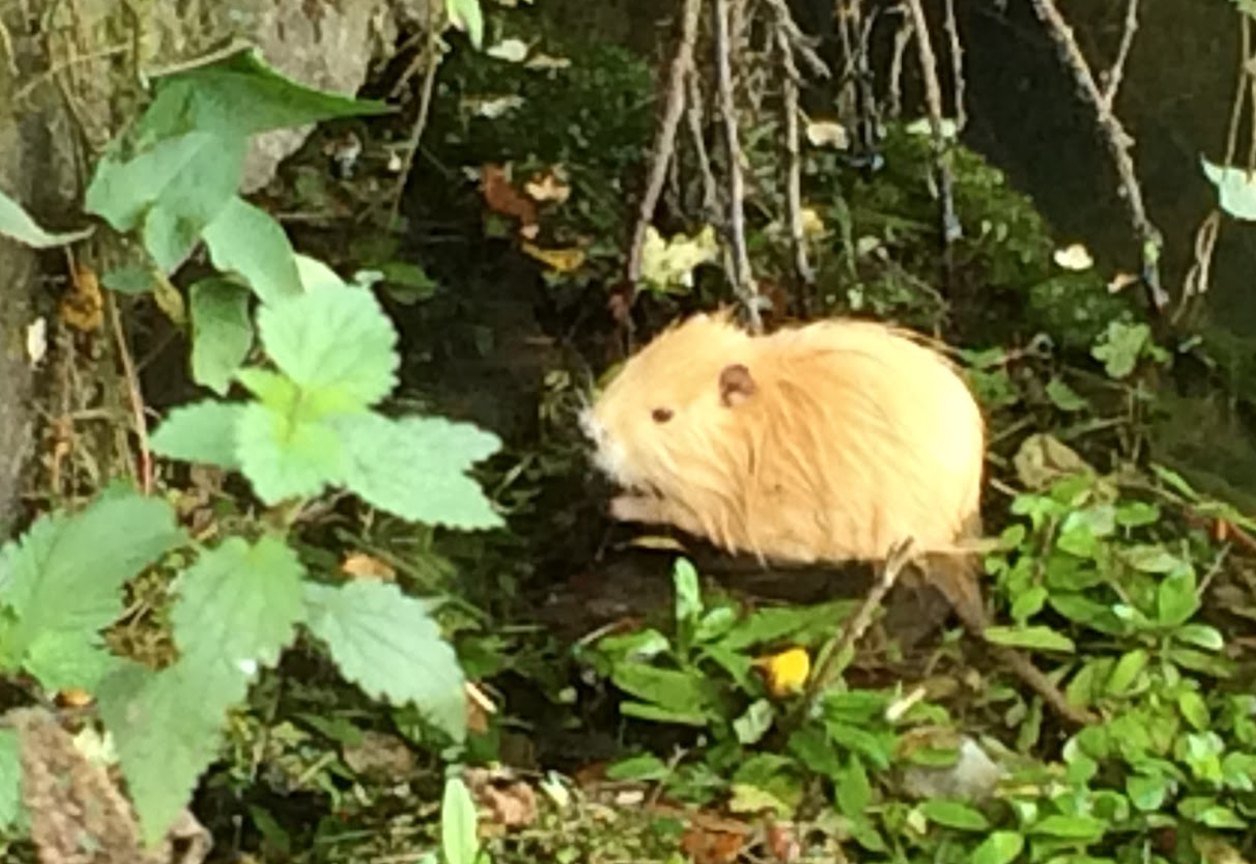
„Goldnutria“-Junges

Die damaligen europäischen Bestände stammten noch von südamerikanischen Wildtieren ab. Sie hatten gegenüber den heutigen Beständen, die aus Nachkommen von langjährigen Zuchtlinien bestehen, deutlich besser ausgeprägte Überlebensfähigkeiten. Erst in den 1920er Jahren gelang es dann, aus Argentinien importierte Nutrias in Gefangenschaft zu halten und zu züchten. Zwischen 1930 und 1940 gab es in Deutschland insgesamt über 1000 Nutria-Farmen, die jährlich fast 100.000 Felle lieferten. Wegen des Zweiten Weltkriegs ging dieser noch junge Erwerbszweig stark zurück, erstarkte in den 1950er Jahren jedoch wieder, um dann bis heute – vor allem modebedingt – in Deutschland praktisch ganz zu verschwinden.
Ferner gilt Nutriafleisch als sehr schmackhaft, es stand gelegentlich auch als „Biber“ (von Sumpfbiber abgeleitet) auf den Speisekarten. 1958 hieß es, „Das Fleisch der Nutria ist als Genussmittel geschätzt, insbesondere in Südamerika bei der einheimischen Bevölkerung und den Jägern. Es ist sehr zart und wohlschmeckend. Im Geschmack kommt es etwa dem Spanferkel gleich. Überdies bemühte sich die argentinische Regierung, den Konsum von Nutriafleisch zu heben, um die Rentabilität der Farmzucht zu erhöhen.“ Um 1967 fielen in der DDR zur gewerblichen Verwertung jährlich 60.000 Nutriafelle an, damit wurden gleichzeitig 180.000 Kilogramm Fleisch produziert. Ein Fachbuch für Pelztierzüchter der DDR aus dem Jahr 1953 beschreibt die Verarbeitung des Fleischs zu Rouladen, Mettwurst, Kochsalami und mittels Räuchern zu Landjägern. Auch in den Gefängnissen der DDR gab es Nutria mit Pellkartoffeln. Ein Nutriazüchter am Ufer der Wipfra erhielt nach seinen Angaben im Jahr 2015 für ein Kilo Nutriafleisch 24 Euro, für ein Fell nur noch einen Euro.
Nicht nur in Teilen Nordamerikas sind ausgewilderte Nutrias sehr zur Plage geworden, in Louisiana wurde mit einem Aufwand von 2,1 Mio. US $ für den Verzehr von Nutriafleisch geworben, „um die Plage aufzuessen“. Auch in Deutschland gibt es hierzu immer wieder Überlegungen.
Vor dem Verzehr von Nutriafleisch war in Deutschland eine Trichinenschau Pflicht. Ein Sprecher des Bundesministeriums gab auf Nachfrage an, dass eine vom Bundesinstitut für Risikobewertung durchgeführte Untersuchung zu dem Ergebnis gekommen ist, dass keine Trichinenfunde bei freilebenden Sumpfbibern bekannt sind.

## Schäden und Bekämpfung
Die Nutriabestände in Deutschland haben sich von 2006 bis 2016 verdoppelt. Die Nutria richtet erhebliche Schäden an Wasserbauanlagen an, da sie Deichanlagen und Uferbereiche unterhöhlt. Auch schädigt sie Uferröhrichte durch Fraß, wodurch Lebensräume seltener Arten eingeschränkt werden. Die von Nutrias geschaffenen Hohlräume sind sehr groß, die dadurch entstehenden Einstürze im Erdreich können auch den Autoverkehr gefährden.
Positiv ist zu vermerken, dass Nutrias die ebenfalls eingebürgerten Bisamratten (welche erhebliche Schäden an den Wasserwegen verursachen) zurückdrängen, auch sind ihre Bestände besser kontrollierbar. Die Nutria ist in die Liste invasiver gebietsfremder Arten von unionsweiter Bedeutung für die Europäische Union aufgenommen worden, was die weitere Einfuhr und Zucht verbietet. Die Art zählt zu den 100 der weltweit schlimmsten invasiven gebietsfremden Arten.

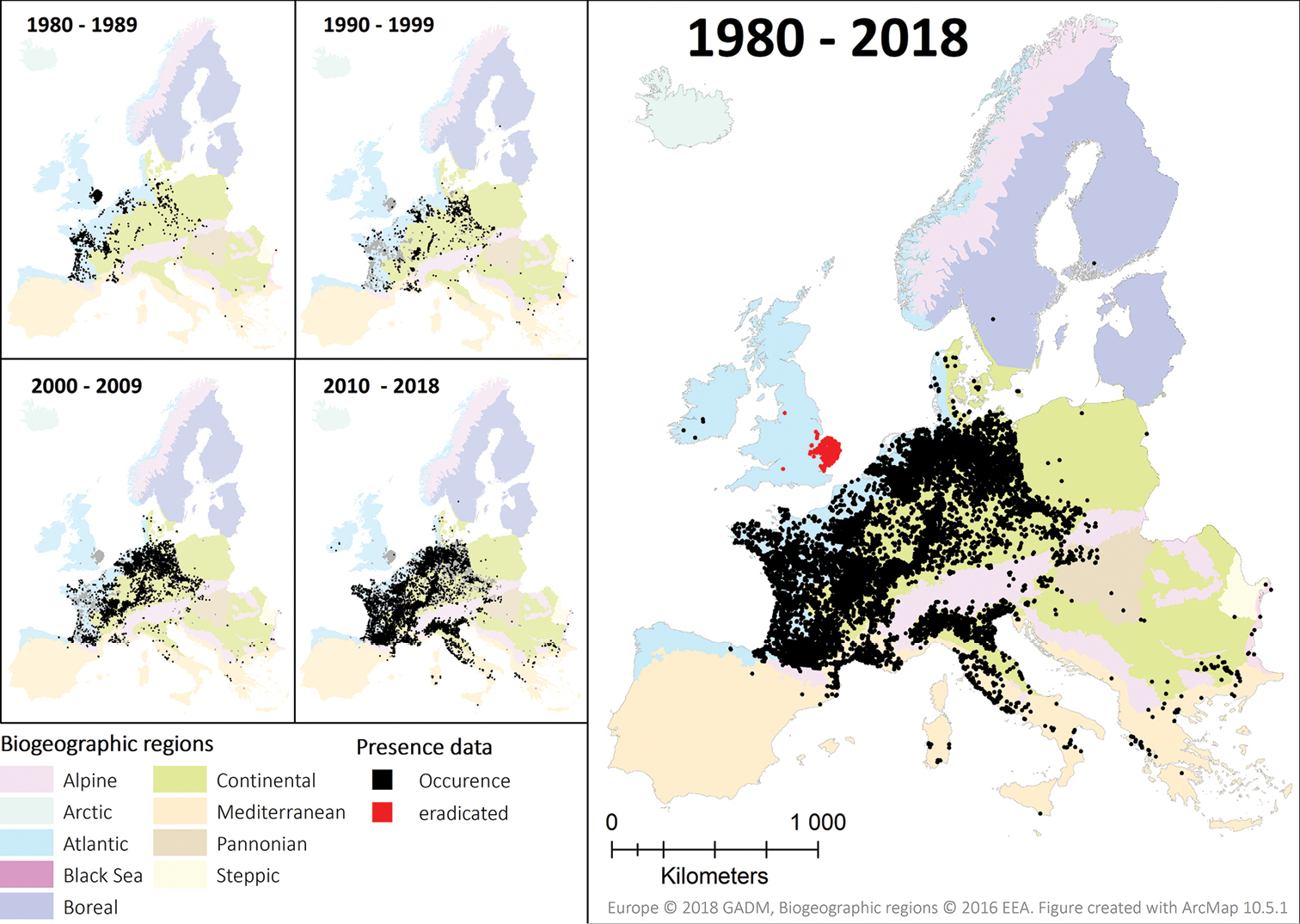
Entwicklung der europäischen Populationen ab 1980 – Die in vorausgegangenen Jahrzehnten festgestellten Bestände sind in Grau dargestellt. Rot kennzeichnet ausgerottete Populationen.

Die Niederlande haben die Jagd auf Nutrias wegen der Gefährdung ihrer Deichanlagen erheblich intensiviert. Die Bekämpfung der Nutria und des Bisam wird dort durch die Wasserverbände mit festangestellten Fängern organisiert, um Schäden an Dämmen und Deichen zu verhindern. Dort wurde die Population der Nutrias im Landesinneren ausgerottet. An den Grenzen zu Deutschland und an den großen Flüssen werden noch zugewanderte Tiere gefangen.
In Niedersachsen ist mit Wirkung vom 25. April 2018 die Schonzeit für die Nutria aufgehoben worden. Unberührt hiervon bleibt nach wie vor die Elterntierregelung (Muttertierschutz) nach § 22 Abs. 4 des Bundesjagdgesetzes. In der Jagdsaison 2020/2021 wurden in Deutschland gut 101.100 Nutrias erlegt.